# كريستيان (لاعب كرة قدم مواليد 1989)
كريستيان هو لاعب كرة قدم برازيلي في مركز الوسط، ولد في 14 يونيو 1989 في البرازيل. لعب مع سي إف آر كلوج ونادي أبويل ونادي باسوج دي فيريرا وناسيونال ماديرا.

## وصلات خارجية
- كريستيان (لاعب كرة قدم مواليد 1989) على موقع قاعدة بيانات كرة القدم.إي يو (الإنجليزية)
- كريستيان (لاعب كرة قدم مواليد 1989) على موقع Soccerway.com (الإنجليزية)
- كريستيان (لاعب كرة قدم مواليد 1989) على موقع AS.com (الإسبانية)